# Johann Christoph Martini
Johann Christoph Martini (* 14. Oktober 1732 in Nürnberg; † 5. Mai 1804 in Kerkhofen) war ein deutscher evangelischer Geistlicher und Kirchenhistoriker.

## Leben
Johann Christoph Martini war der Sohn von Johann August Martini, Lehrer am Egydischem Gymnasium, und dessen Ehefrau (geb. Bittner) aus Gräfenberg.
Von 1738 bis 1748 besuchte er das Gymnasium, in dem sein Vater ihn in dessen Klasse nahm und er täglich neun Stunden Unterricht erhielt; sein Vater unterrichtete ihn in der lateinischen und griechischen Sprache, seine weiteren Lehrer waren Lobherr, Gahn, Johann Paul Röder (1704–1766), Nicolaus Schwebel und Jobst Wilhelm Munker (1709–1787).
Er immatrikulierte sich dann an der Universität Göttingen und verteidigte anschließend unter Christoph August Heumann seine Dissertation de locis quibusdam N. T., obscuritate insignibus, worauf er eine Reise durch den oberrheinischen Kreis unternahm. Während seines Studienaufenthaltes fand er Unterkunft im Haus des Generalsuperintendenten Jakob Wilhelm Feuerlein, der ihm auch seine Bibliothek zur Verfügung stellte und einen Freitisch im Seminario philologico verschaffte.
1751 ging er an die Universität Altdorf und hörte dort Vorlesungen. 1753 wurde er Magister der Philosophie mit der Dissertation de Jacobello, primo eucharistici calicis per ecclesias Behemicas vindice bei Johann Gottfried Bernhold (1720–1766).
1754 erhielt er mit seiner Habilitation De vita, fatisque Palladii Helenopolitani, Origenismi et Pelagianismi in iuste accusati die Erlaubnis, Privatvorlesungen an der Universität Altdorf zu halten.
1756 wurde er der erste Sekretär der von Georg Andreas Will neu gegründeten teutschen Gesellschaft in Altdorf und später deren zweiter Aufseher.
1769 wurde er zum Pfarrer in Ebenried und 1798 in Kerkhofen ernannt; diese Stelle trat er später an seinen Schwiegersohn, Johann Leonhard Horn, ab, blieb jedoch im Pfarrhaus wohnhaft.
Der Abt des Prämonstratenserstiftes Hradisch bei Olmütz, Paul Ferdinand Václavík (1700–1784), mit dem er in Korrespondenz stand, ernannte ihn 1769, trotz seiner evangelischen Religionszugehörigkeit, zum Stiftsrat und Syndikus des Stiftes.

### Schriftstellerisches Wirken
Johann Christoph Martini beschäftigte sich mit kirchenhistorischen Themen und verfasste und publizierte hierzu verschiedene Schriften. Gemeinsam mit dem katholischen Theologen Johann Conrad Füßli (1704–1775) überarbeitete er dessen dreibändige Schrift Neue unpartheyische Kirchen- und Ketzerhistorie der mittlern Zeit. Dazu publizierte er verschiedene Abhandlungen und Aufsätze in verschiedenen Zeitungen.

## Mitgliedschaften
- Johann Christoph Martini war Mitglied der teutschen Gesellschaft in Altdorf.
- Er war Mitglied der Kaiserlich Franciscischen Akademie der Freien Künste und Wissenschaften in Augsburg und der Accademia Roveretana degli Agiati.
- Er gehörte der Akademie der Wissenschaften zu Göttingen an.
- Die landwirtschaftlich-sittliche Gesellschaft in Burghausen, die Oberlausitzische Gesellschaft der Wissenschaften und die gelehrten Sozietäten in Helmstedt sowie in Bernburg ernannten ihn zu ihrem Mitglied.

## Schriften (Auswahl)
- Diss. inaug. de Jacobo de Misa, primo evcharistici calicis per ecclesias Bohem-vindice. Altdorf 1753.
- Johann Christoph Martini; Bernhard Gottfried Chapuset; Christoph Theophil Hofmann; Jodocus Wilhelm Regenfus: Dissertatio Historico-Ecclesiastica De Vita Fatisque Palladii Helenopolitani, Origenismi et Pelagianismi Inivste Accvsati. Altorfii: Meyerus 1754.
- Geschichte der vornehmsten Reiche und Staaten vor Christi Geburt, im Grundriß zum Gebrauch der Vorlesungen auf höhern und niedern Schulen, wie auch zum bessern Verstand der alten griechischen und lateinischen Schriftsteller. Frankfurt und Leipzig 1760–1762.
- Abhandlung von einer besondern Art Kronen, womit man die Römer, theils zum Zeichen der Unterwürfigkeit, theils zum Zeichen der Hochachtung, Dankbarkeit und Freundschaft zu beschenken pflegte. Altdorf 1762.
- Historisch geographische Beschreibung des ehemaligen berühmten Frauenklosters Engelthal in dem Nürnbergischen Gebiethe; aus Urkunden und sicheren Nachrichten mit möglichstem Fleiß zusammengetragen. Nürnberg und Altdorf 1762.
- Kurzgefaßte Nachricht von dem reichen Spital zu S. Leonhard in Lauf: welche dem Herrn Ludwig Miller, aus Augspurg beym Abschiede von hiesiger Hohenschule zuschreibet die Altdorfische deutsche Gesellschaft. Altdorf, 1763.
- Aufrichtige Beurtheilung und gründliche Widerlegung der lächerlichen und boshaften Erzählung, die Blainville in seinen Reisen von Nürnberg gemacht hat. Frankfurt und Leipzig 1765.
- Einleitung in die alte Erdbeschreibung: zum bessern Verstand der Griechischen und Lateinischen Schriftsteller und zum Gebrauch der Gymnasien und Schulen eingerichtet.
  - Erster Teil, welcher Europa erhält. Leipzig 1766.
- Johann Conrad Füssli; Johann Christoph Martini: Neue unpartheyische Kirchen- und Ketzerhistorie der mittlern Zeit.
  - Band 1. Frankfurt und Leipzig 1770.
  - Band 2. Frankfurt und Leipzig 1772.
  - Band 3. Frankfurt und Leipzig 1774.
- Johann Conrad Füssli; Johann Christoph Martini; Sébastien Châteillon: Sebastian Castellio öffentlichen Lehrers der Griechischen Sprache auf der Universität zu Basel Lebensgeschichte: zur Erläuterung der Reformations- und Gelehrten-Historie. Frankfurt, Leipzig, Nürnberg: Felßecker 1775.